# Triton-Werft
Die Triton-Schiffswerft  war eine Werft im Duisburger Ortsteil Ruhrort. Sie ist Teil der Route der Industriekultur.

## Geschichte
Im Jahr 1903 erfolgte die Gründung der Werft Adolph Harloff & Co. in Duisburg-Ruhrort. Die Werft wurde 1918 als Reparationsleistung an den französischen Staat übergeben und wurde von der „Forges de Strasbourg“ betrieben. Mit französischem Kapital entstand 1925 auf dem Gelände der Gebr. Harloff die Triton-Werft. Sie baute vorwiegend Binnenfrachter und Schlepper für die französische Rheinschifffahrt. Während der Zeit des Dritten Reiches wurde die Werft von 1939 bis 1945 unter Reichstreuhand gestellt. Die französischen Besitzer nahmen 1946 die Werft wieder für ihre nationalen Interessen in Betrieb. Mit dem Küstenmotorschiff „Niederrhein“ (1955) entstand auf der Werft das einzige Seeschiff. 1963 wurde der Schiffsneubau zugunsten eines echten Reparaturbetriebes eingestellt. Insgesamt entstanden bis dahin 296 Neubauten. Die Franzosen gaben 1972 die Werft auf.
Im Jahr 2002 lief der Erbbaurechtsvertrag, den ein Herr Mause mit den Grundstückseignern geschlossen hatte, einerseits aus, andererseits verstarb Herr Mause in diesem Jahr. Von neuen, aus den Niederlanden stammenden, Gesellschaftern wurde die Werft Mitte 2003 unter dem Namen „Triton Schiffbau GmbH“ wiedereröffnet. Im Februar 2005 wurde auf der Werft der Tanker-Neubau „Julius Rütgers“ fertiggestellt und an den Auftraggeber, die Reederei Jaegers, übergeben. Sie war ein technisch beachtlicher Neubau mit auf bis zu 240 °C aufheizbaren Tanks für den Transport von Kohlenteerpech. Die Niederländer gaben 2007 den Betrieb auf.
Zum 1. Juli wechselten abermals die Gesellschafter und die Werft bekam den Namen Neue Triton Schiffs-Werft. Petronella Jacobs war zunächst als alleinige Gesellschafterin eingetreten und konnte den Schiffbauingenieur Nikolaus Schellenberger (zuletzt von Lehnkering kommend und aus der Erlenbacher Schiffbauer-Dynastie stammend) als alleinigen Geschäftsführer gewinnen. Inzwischen löste Julian Jacobs seine weiterhin aktive Mutter als alleiniger Gesellschafter ab.
Der seit Juli 2011 als Geschäftsführer tätige Ronald Schröder hat im März 2012 die Werft wieder verlassen. Petronella Jacobs will die Unternehmensführung wieder selbst übernehmen. Im Juni 2015 geriet die Werft unter der Geschäftsführung von Petronella Jacobs im Zusammenhang mit der Ausbeutung rumänischer Werftarbeiter in die Schlagzeilen der lokalen Presse. Anfang August 2015 stellte die Neue Triton Schiffswerft einen Antrag auf Eröffnung des Insolvenzverfahrens wegen Zahlungsunfähigkeit. Am 29. September 2015 verteilte die Werftchefin Petronella Jacobs auf der Binnenschifffahrtsmesse in Kalkar eine „Anklageschrift“, in der sie einen einzelnen Auftraggeber für die Insolvenz der Werft verantwortlich macht.
Mitte August 2015 wurde die Werft von der Jacobs Formstahl GmbH übernommen. Die Werft führte zuletzt den Namen "Triton Werft Jacobs Formstahl GmbH" und wurde von Julian Jacobs geführt.
Im Februar 2020 stellte die Werft erneut einen Antrag auf Eröffnung des Insolvenzverfahrens, das im Juli 2020 unter dem Aktenzeichen 64 IN 26/20 vom Amtsgericht Duisburg als Insolvenzgericht eröffnet wurde. Mit Bekanntmachung des Insolvenzgerichts vom 12. Oktober 2020 wurde der Rechtsanwalt Dirk Hammes zum Sonderinsolvenzverwalter bestellt. Das Areal der Triton-Werft sei nach der Insolvenz und der Regelung im Erbbaurechtsvertrag wieder Duisport zugefallen. Diese plant, auf der Fläche einen Lkw-Parkplatz zu errichten.
Die ehemalige Geschäftsführerin und Chefin der Triton-Werft, Petronella Jacobs, wurde 2020 vom Amtsgericht Duisburg zu einer zweijährigen Freiheitsstrafe auf Bewährung verurteilt. Sie hat vor Gericht eingestanden, zwischen 2013 und 2015 Arbeiter aus Bulgarien und Rumänien schwarz entlohnt und dadurch 460.000 € an Sozialabgaben gespart haben.

## Lage
Die Werft liegt am Kopfende des Hafenbeckens C, etwa 100 m südlich der Einmündung der Schlickstraße in die Sympherstraße. Die Bundesautobahn 59 führt mit einer Brücke über das Gelände des Betriebs. Die Hellingrampe soll (Stand August 2020) im Laufe des Jahres 2021 aufgefüllt und das Gelände als Parkraum für LKW genutzt werden.